# Ognon
Der Ognon [ɔɲɔ̃] ist ein Fluss im Osten Frankreichs, der überwiegend in der Region Bourgogne-Franche-Comté verläuft. Er entspringt in den Vogesen, südöstlich des Col des Croix. Seine Quelle befindet sich im Gemeindegebiet von Haut-du-Them-Château-Lambert in 910 Metern Höhe und liegt im Regionalen Naturpark Ballons des Vosges. Er entwässert generell Richtung Südwest, fließt in vielen Mäandern durch ein wasserreiches Tal und mündet nach rund 214 Kilometern gegenüber von Heuilley-sur-Saône als linker Nebenfluss in die bis dort annähernd gleich lange Saône.

## Durchquerte Départements
- Haute-Saône (70)
- Doubs (25)
- Jura (39)
- Côte-d’Or (21)

Der Fluss entspringt im Département Haute-Saône, bildet über lange Strecken die Grenze zu den Nachbar-Départements Doubs und Jura und wechselt in seinem Mündungsabschnitt in das Département Côte-d’Or, wo er die Saône erreicht.

## Orte am Fluss
- Haut-du-Them-Château-Lambert
- Mélisey
- Lure
- Villersexel
- Rougemont
- Ollans
- Voray-sur-l’Ognon
- Geneuille
- Marnay
- Thervay
- Pesmes
- Broye-Aubigney-Montseugny

## Sehenswürdigkeiten
- Künstlicher Wasserfall Saut de l'Ognon nahe dem Ort Servance mit 9 Metern[4] Fallhöhe; bei reichlicher Wasserführung kaum erkennbar ist die kurze Sperrmauer, die anstelle der früheren, eng eingekerbten Katarakte im Bereich einer von kaltzeitlichen Gletschern geformten Talschwelle errichtet wurde.

Flusslandschaften des Ognon
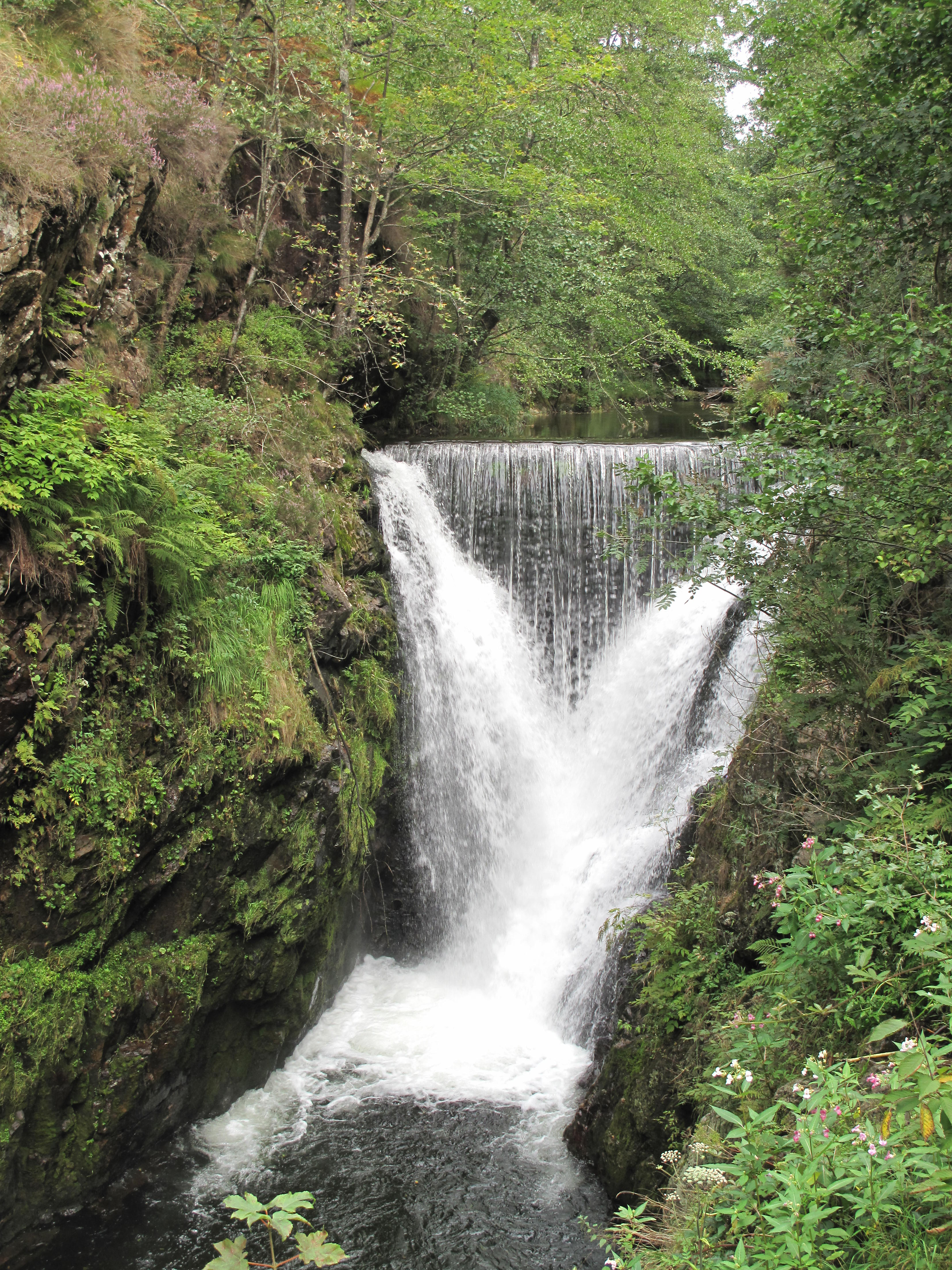
Wasserfall (künstlich) des Ognon bei Servance
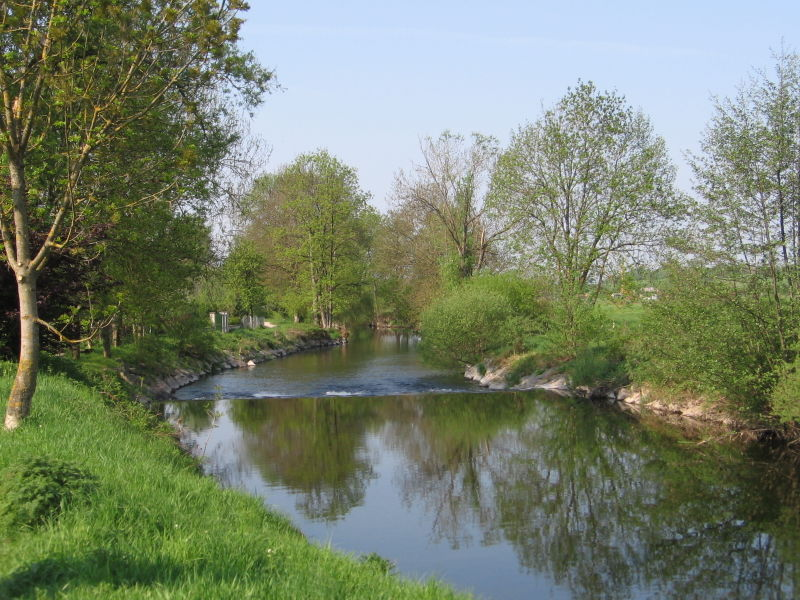
Der obere Ognon bei Lure
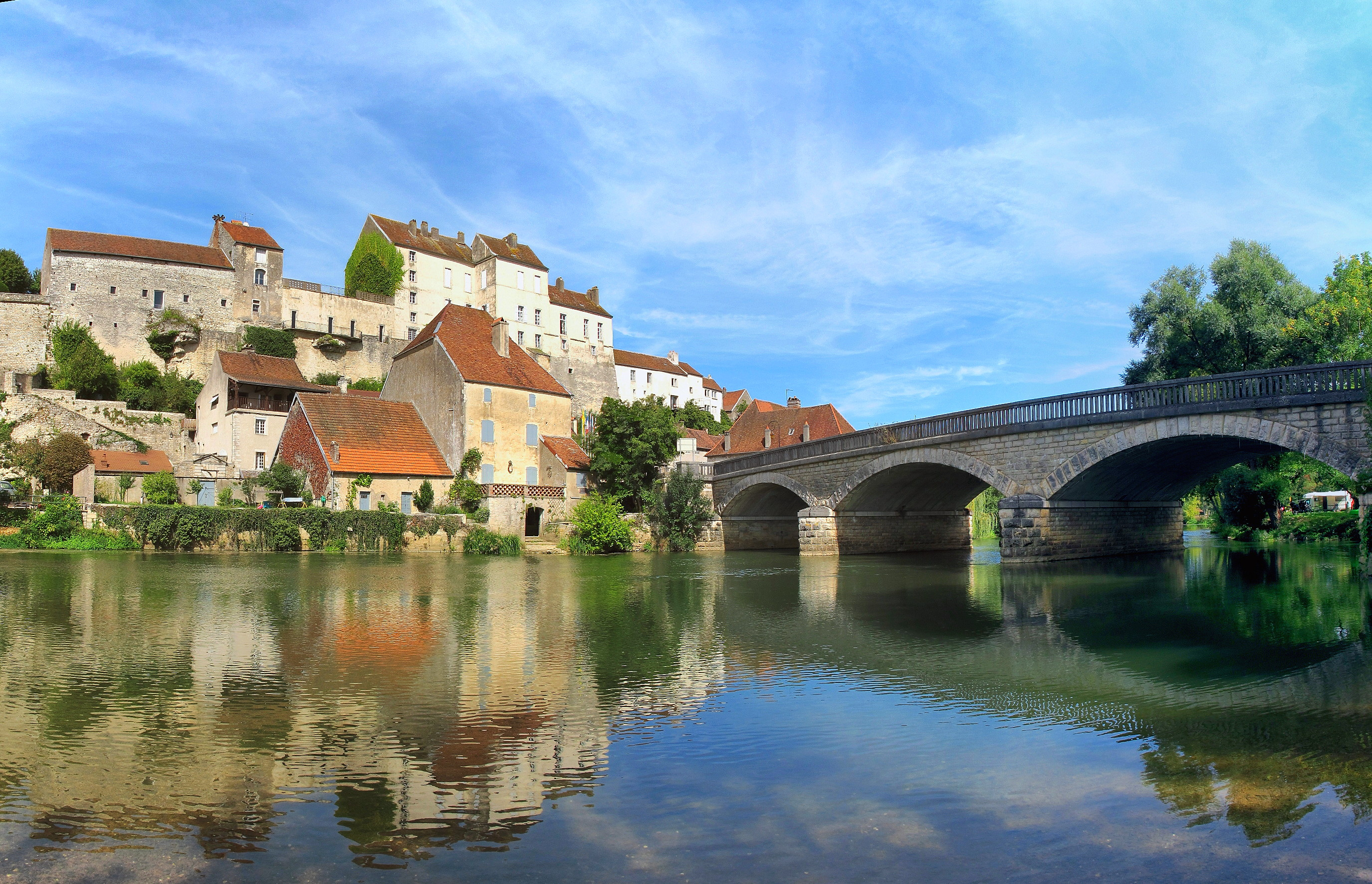
Der untere Ognon in Pesmes